# Aeroportul New River Valley
Aeroportul New River Valley (IATA: PSK, ICAO: KPSK, FAA LID: PSK) este un aeroport din Virginia, Statele Unite ale Americii ce deservește zona New River Valley⁠(d). Aeroportul a fost tranzitat în 2019 de 10 pasageri. A fost numit după zona deservită.
Situat la o altitudine de 642 m, aeroportul dispune de 1 pistă.

## Infrastructură

### Piste
Aeroportul dispune de o singură pistă. Pista 6/24 are suprafața de asfalt și dimensiunile 6.201 picioare × 150 picioare. 